# 济南战役
济南战役是第二次國共內戰的一次戰役。1948年9月16日，中国人民解放军的华东野战军发动了济南战役，9月24日攻佔济南。

## 背景
1948年夏季，华东野战军在豫东战役和兖州战役后，7月13日山东兵团九纵从泗水附近出发越过大汶河，在泰安以南的大汶口一带对南下的援军整编第161旅作战，俘旅长徐日政、副旅长贺芳、参谋长董子才。大汶口战斗于15日21时宣告结束。九纵共计歼灭整编第161旅全部、整编第155旅的3个营、整编第633团大部，以及整编第84师炮兵营，毙伤俘敌7500余人，缴获大批武器装备和军需物资。7月16号，津浦路中段战役结束，全歼万德到大汶口附近敌人9.6万人，控制津浦路七百里左右，济南陷於孤立。
其时东北野战军包围长春，华北军区野战部队包围太原，华东野战军包围济南。毛泽东为首的中央军委原本希冀兵力占绝对优势的东北野战军先进攻长春，为其它战场解放军获取攻取大城市之经验。但林彪建议对长春进行持久围困。因此军委转向华东野战军，希望其尽快攻取济南。
7月16日，军委六次致电山东兵团许谭，督促山东兵团立即恢复进军济南并争取于10天内解放济南城。7月17号，山东兵团制定了先夺取机场，然后包括胶东、韦吉兵团、以及刚到到山东的中原各部等阻援，迅速攻克济南的作战方案。由于济南城坚兵多, 毛泽东和粟裕等反复电报沟通, 并专门要求华东野战军“应准备在最困难的情况下战胜敌人”。在这一精神指导下, 华东野战军制定了“攻济打援”作战计划:以14万人组成攻城集团, 负责进攻济南, 以18万人组成打援集团, 负责阻击和歼灭国民党军援军。这一计划的出发点是, 通过坚决阻击援军, 为攻城部队争取尽可能多的时间。
蔣介石深知「濟南穩則徐州穩，徐州穩則中原穩」，親往濟南當面告誡王耀武濟南必須固守。1948年8月开始，国军被迫采取重点防御，以第二绥靖区11万余部队守备要地济南，并准备以徐州地区的3个主力兵团约17万余人（邱清泉、李弥、黄百韬）随时北上增援。国军的防禦圈分成兩圈，外圈由碉堡、鐵絲網及壕溝組成，內圈依古城牆防守。8月8日，國軍空運濟南增援:8656。
1948年8月10日，粟裕、陈士榘、唐亮、张震根据毛泽东“由粟裕和陈士榘、唐亮、张震依情况提出计划并统一指挥”的指令，将拟定的攻打济南3个作战方案联名上报毛泽东并告山东兵团许世友、谭震林等人。提出三个方案。第一方案是转出徐州以南方向，围点打援。第二方案是主攻济南，阻援辅助。第三方案是“攻占济南与打援同时进行，但应有重点配备与使用兵力”。以第三方案为最好。电报中，粟裕还特别指令山东兵团：“请许(世友)谭(震林)刘(少卿)加速完成攻济之各种准备，并布置邹(县)、藤(县)间之打援战场。”
8月25日，粟裕和谭震林在兖州会面，致电毛泽东“攻克济南信心甚高。”毛泽东发现许世友未在电文出现，8月25日当天致电粟裕和谭震林说：“此次攻济是一次严重作战，请考虑在许世友同志身体许可情况下，请他回来担任攻城主要指挥员，王建安同志辅之。因王初到东兵团，不如许之熟悉情况，据饶漱石同志说，许休息若干天是可以回部工作的。攻济任务完成，他仍可去休息。如何，请酌办。”。8月28日粟裕与谭震林复电毛泽东“已令许世友同志回部参加此次作战。俟战役后再回去休息。”华野特种兵纵队司令员陈锐霆正在中央驻地西柏坡汇报工作和豫东战役战况，粟裕又致电中央军委转陈锐霆，请他于9月1日前赶回兖州。陈锐霆随即奉命如期赶到。
8月25日至29日，粟裕以华野代前委书记的身份，在曲阜主持了各纵队以上将领参加的华野前委扩大会议（第一次曲阜会议），制定攻济打援的具体作战部署。许世友因病未及时赶回参加会议。 曲阜会议形成的济南作战部署把华野全军分为攻城和打援两大集团，其中又细分为攻坚、打援、阻援和扫荡4个部分：
- 攻坚集团，由东、西两个兵团组成。总兵力为14万人，其中原山东兵团部队约8万人，占攻城集团总兵力的百分之六十。在火力上，调动整个华东野战军炮兵10个团，各类火炮500余门，在火力上压倒國民黨守军，甚至有坦克大队也调到了前线。
  - 以原山东兵团的9纵、13纵及渤海纵队(6个团)共24个团为攻坚东兵团
  - 以原华野外线兵团的3纵、10纵及鲁中南纵队(4个团)共19个团组成攻坚西兵团。
- 打援集团，由原华野外线兵团所属的1纵、6纵、中野11纵、山东兵团的7纵、苏北兵团7个团和鲁中南纵队4个团共52个团组成。
- 阻援集团，由原华野外线兵团4纵、8纵和冀鲁豫两个独立旅共20个团组成。
- 扫荡部队，由原华野外线兵团的两广纵队和野司特务团组成。

8月31日，粟裕与谭震林、陈士榘联署将作战部署上报军委，攻城战斗拟于9月16日开始。9月2日毛泽东复电“完全同意”“所提攻济及打援之整个部署”。粟裕当天以华东野战军代司令员兼代政委的名义正式签发了华东野战军济徐作战(即攻济打援战役)预备命令，指定攻城集团由原山东兵团司令员许世友、华野副政委兼山东兵团政委谭震林、山东兵团副司令员王建安统一指挥；阻援集团由华野参谋长陈士榘统一指挥；打援集团则由华野总部直接指挥。
9月3日，许世友仍然未就职。当日毛再电粟裕：“此次战役你负总责，许世友为济南攻城总指挥。请许速来你处。”粟裕得电后立即复电称：“许世友仍在胶东根据地养病。”9月6日，中央军委电示许世友本人“许世友同志：战事事大，需你亲征。”并于9月7日致电粟裕等人：“攻济需要许世友指挥。”9月8日许仍未就任。毛询问在西柏坡的饶漱石。饶当即电华东局及许，将毛原话转告。许收到饶电后，随即一天赶路300里，并于9月11日左右到达了济南前线攻城指挥部。9月8日，许世友了解攻济部署后认为没有集中兵力，于当日致电粟裕，建议将攻城西兵团中的两个纵队抽一个纵队到铁路以东，并建议将攻城指挥部转移。粟裕在同攻城西兵团沟通后，9月10日电复许世友：“攻济之第一步要求，似宜以迅速攻占机场断绝敌人空援为目标。因此，于三、十纵作战会议中，曾电建议由十三纵增加一个师或全部……以协助三、十纵达成迅速攻占机场之任务，攻城第二步再以主力转向济城及商埠”“我们同意世友同志集结兵力之意见，总以能迅速攻占机场为第一步作战目标。究应如何具体部署，请许谭王决定。”许世友即于9月11日致电中央军委：“我已到前线。这次大战，关系很大。以现在情况下打下济南是有把握的。但在部署上来看，我们兵力不集中，没有重点的使用。这样，很容易造成对我不利，尤其是对济南。我们攻击兵力现已布置好了，我也不能变动，第一步就是这样。”“但第二步时，我一定要集中使用兵力。这次在整个部署上，兵力集中使用，坚决有重点，有预备队，使用兵力，是时候了。打下济南，我们有最大的决心与把握，只要能挡住援兵。因此，请上级令粟司令坚决挡住援敌，争取时间，解决济南。”“对援兵方针，应是攻势、运动、防御战，能歼灭敌多少就是多少，不要计划太大，重点是一个，勿使计划太大，结果小。”毛泽东复电许：“此次作战部署是根据军委指示决定的，即目的与手段应当联系而又区别。此次作战目的，主要是夺取济南，其次才是歼灭一部分援敌。但在手段上即在兵力部署上，却不应以多数兵力打济南。”“如果以多数兵力打济南，以少数兵力打援敌，则因援敌甚多，势必阻不住，不能歼其一部，因而不能取得攻济的必要时间，则攻济必不成功。而以一、四、六、七、八、[中野]十一、韦吉等共八个纵队担任打援，以其余各纵担任攻城。这种部署，在下列两种情形下是准备予以改变的，即：（一）在阻援与打援有出乎意料的顺利（歼敌甚多，敌已停顿），而攻城尚未得手之时，应当从打援方面抽调兵力参加攻城。（二）攻城已有把握，但尚不能最后解决战斗，而援敌则因被阻难于急进之时，亦可从打援方面抽调一部兵力参加攻城。”“但在另一种情况下，则应准备作和上述调动相反的调动，即在攻城第一阶段中，已经证明不能短期解决战斗，而援敌又已大举进犯，非歼灭援敌不能继续攻城，在此种情况下则应坚决由攻城兵团中抽调一部至半数兵力（除占领飞机场及其他必要部分外），加入打援。此点，你们亦应预先作精神准备。”“至于攻城部署应分两阶段，第一阶段集中优势兵力攻占西面飞机场，东面不要使用主力，此点甚为重要，并应迅即部署。第二阶段则依战况发展，将主力使用于最利发展之方向，如果东面利于发展，则应使用于东面。”
济南守备部队总计1个整编军军部和2个整编师师部，10个步兵旅、3个保安旅、2个总队，共44个团又3个炮兵营、4个步兵营另7个步兵连2个装甲汽车连约11万人：
- 整编第96军军长吴化文 
  - 整编第84师师长吴化文兼
    - 第155旅杨友柏，三团建制
    - 第161旅赵广兴，三团建制

  - 独立旅：山东省保安第2旅改编。旅长何志斌，三团建制。
- 整编第2师晏子风
  - 第211旅马培基
  - 第213旅胡景瑗
- 整编第73师：师长曹振铎
  - 第15旅王敬箴
  - 第77旅钱伯英
- 整编第83师（师长周志道）19旅，旅长赵尧（3个团）
- 整编第32师施中诚
  - 第57旅，原属整编第74师邱维达部，后划归整编第32师。旅长杨昌。
  - 暂编36旅
- 绥靖区特务旅张尊光
- 山东省保安第4旅刘振策，辖两个团
- 山东省保安第6旅徐振中
- 山东省保安第8旅孙荣扬
- 山东省青年教导总队：教育长张叔衡，辖三团；
- 山东省人民先锋总队：总队长孟昭晋，辖两个团；
- 绥靖区特务团赵峙山
- 炮兵：1个野炮营、1个榴弹炮营、整编第12师炮兵营
- 直属部队：第4兵站总监护营、1个工兵营、1个通讯营、装甲列车2列、1个汽车营、2个装甲汽车连

## 经过
主攻的西集团由宋时轮（10纵）、政治委员刘培善指挥，攻占机场和商埠；助攻的东集团由聂凤智（9纵）、政治委员刘浩天指挥，首先占城东要点，尔后协同西集团攻城。9月9日共軍隱蔽行軍，15日圍攻濟南西方之長清，16日午夜共軍攻佔長清，兵臨濟南西郊。东线的“主攻”9纵以迅雷不及掩耳之势，一夜攻下東邊茂嶺山、硯池山。王耀武判斷共軍主攻方向在東面，急將第19、第57旅東調。西线机场失陷，使防守西线的吴化文第九十六军的阵地暴露在宋时轮的炮火下。 
9月19日，国军外圈防禦的指揮官整编第九十六军军长吴化文在中共政治争取下率2万多人投降，並將濟南機場和周圍防區移交給了宋時輪、劉培善指揮的攻城西兵團部隊。国军外圈防禦瓦解，监视吴部的预备队13纵投入战斗。吴化文曾經率部隊加入汪精衛政權，投降後其部隊馬上被改編為解放軍。王耀武亂了陣腳，請求突圍，遭蔣介石斥責。
9月23日，濟南外城已被共軍全部攻占。9月23日18時，許世友下達了攻擊內城的命令。共軍集中的火炮、火箭筒和机枪一齐向城头开火。聂凤智擅自将“助功”的命令改为“主攻”，第九纵队第一个攻入济南，當天第九纵队25师73团获得“济南第一团”称号。
经过8昼夜激战，解放军攻克重兵防守、工事坚固的济南，开创夺取大城市的先例。周恩来后来说：“三大战役的序幕是济南战役。”

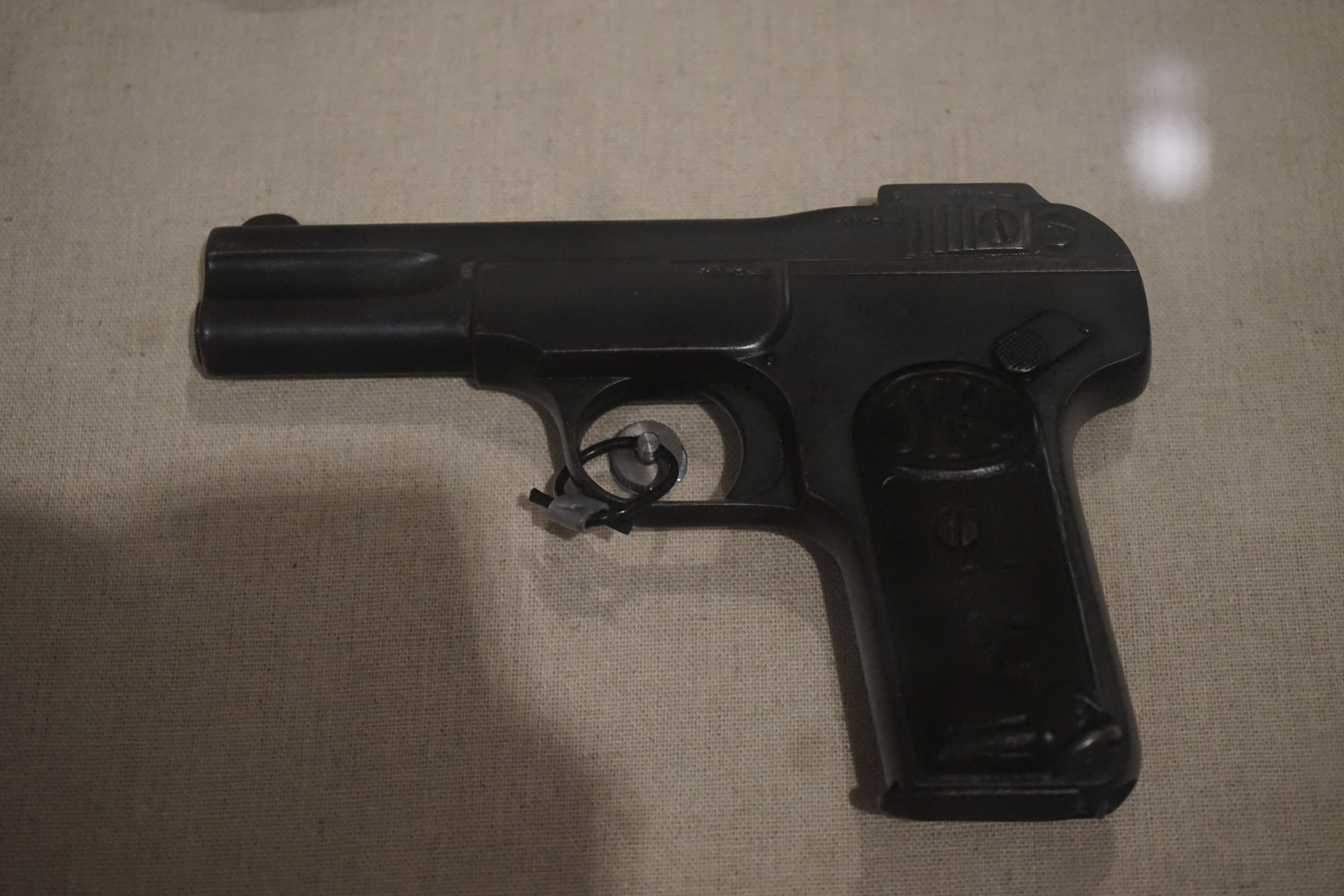
济南战役中，解放军缴获国军司令官王耀武的比利时造勃朗宁M1900式7.65毫米手枪。

国军第二绥靖区司令官王耀武化装出逃，9月28日在寿光县被查出。11月初，第二绥靖区副司令牟中珩也在高密被俘。

## 结果与影响
济南战役国军伤亡22423人；被俘61873人，包括山东省主席、第二绥靖区中将司令官、山东省保安司令王耀武，山东省保安司令部中将副司令聂松溪，第二绥靖区司令部少将参谋长罗辛理，山东省政府简任委员兼秘书长刘玉田，山东省政府建设应简任厅长丁基石，山东省政府简任委员刘翔，第二绥靖区第一处少将处长吴鸢，第二绥靖区第四处上校课长代处长张介人，整编第七十三师七十七旅少将旅长钱伯英，第二绥靖区政工处少将处长谭子琦，第二绥靖区特务旅少将旅长张尊光，山东省政府田赋粮食管理处简任处长郑希冉，山东省政府田赋粮食管理处副处长郝宇新，第二绥靖区宪法处军简三阶主任陈伯宣，整编第三十二师五十七旅上校副旅长杨永刚，山东省保安司令部军法室军简三阶主任刘遇昌，联勤第四兵站总监部上校预算主任陈昭麟，济南被服厂军简三阶主任张世爱，山东省保安司令部荐任科长曾振华，山东省长清县自卫总队上校总队长代县长支剑光，联勤第四兵站总监部工程处上校副处长夏星五，整编第三十二师五十七旅少将旅长杨晶等。
解放军伤亡27,000余人，包括三纵八师师长王吉文（亡）、十三纵队三十七师师长高锐（伤）、政委徐（亡），另阵亡团级干部8人。
美联社1948年9月25日南京电称：“济南的强攻战，显示共军已不再惧怕直接攻击政府据有的阵地了”，“共军已变得强大到足可以攻击并可能攻克长江以北任何城市”。
濟南戰役初期，很多人認為王耀武實力強勁，工事完備，必能久守。但济南国军的机动部队六万多人早在莱芜战役中全军覆没，致使王耀武守济南的军队不足，不得已只能重用吴化文。王耀武两次飞赴南京，要求撤出济南，但蒋介石认为济南必须守住。此战，华东野战军以14万人攻城，18万人打援，打援兵力超出攻城兵力，受严阵以待的打援兵团所慑，徐州剿总3个兵团17万人未敢北上援济。杜聿明告訴李弥：“济南就是个大坑、王耀武是陈毅用铁线拴在坑底的肥肉。”城破前，王耀武打電話給軍法處和軍事監獄，命令將所有在押犯人全部釋放，顯示出他內心極度的不安。
时任国军参谋总长的陈诚在其回忆录中对此役评价如下：

戡乱时期的剿共军事，以三十七年九月下旬济南的失陷，作为一个转捩点。在此以前，可以说胜败之机，犹未大定，国军努力的机会，还有争取的可能。但在此以后，显然已成江河日下之势，狂澜既倒，无可挽回矣。......济南为山东心脏，济南一失，整个山东就全成了一块死棋，而打通津浦，连贯南北，遂全然绝望。......其在共军方面，既已掌握了山东，自可抽调山东的共军，转移使用于其他战场，于是无论东北、华北、华中，均将造成我军之力日消、敌军之力日长的趋势。